# Бързия
Бързѝя е село в Северозападна България. То се намира в община Берковица, област Монтана.

## География
Село Бързия се намира в планински район.

## История
Село Бързия (1796 жит.) се намира на 6 км от Берковица. Разположено е от двете страни на реката и пътя.
Според преданията в по-далечно време селото е било в м. Белата вода и се е наричало Горна Клисура. После се преместило в м. Караула. По-късно селото се установява на днешното място, под името Дервент. Така е и засвидетелствано в турски документи. След Освобождението се нарича Клисура, а от 1950 г. носи името на реката Бързия.
От Средновековието (вероятно XVI в.) е църквата „Св. Николай Чудотворец“, т.нар. Латинска църква, която се белее в ската над центъра на селото. Тя е еднокорабна, без прозорци, и е вкопана в скалата от южната страна. Изкачването до църквата става от площада пред общината. От площадката пред църквата с. Бързия се вижда изцяло.
През XIX в., поради нарастване на населението, наосът (салонът) на църквата е бил удължен с 6 м. Това може би е станало около 1865 г., тъй като запазеният потир носи дата 9 март 1866 г.
Църквата е преправяна и през ХХ в. Стенописите са от 1870 г. и са дело на неизвестен и неопитен зограф. Царските двери и кръжилото над тях са с ажурна резба и са изработени през втората половина на XIX в. Иконите са по-късни. През 2003 г. е осветен нов иконостас, дело на проф. Кънчо Цанев и неговия син доц. Роберт Цанев.
През 1922 година в Клисура е основана Трудова горска производителна кооперация „Петрохански проход“. Към 1935 г. тя има 60 члена.
На 24 септември 1923 г. комунистите и членовете на БЗНС въстават и се отправят към Петрохан.
Днес с. Бързия се е проточило на километри по течението на реката и Софийското шосе. В центъра са сградите на кметството, читалището, много магазини и капанчета. Тук е и паметникът на загиналите през войните петдесет и седем души, увенчан с грамаден лъв.

## Културни и природни забележителности
В землището на селото се намира защитена местност „Уручник“.
В село Бързия се намира и Учебно-опитно горско стопанство „Петрохан“, което е учебна база на Лесотехническия университет. В селото има и профилакториуми, плувни басейни с минерална вода и ученически лагери. Идеално място за почивка както през лятото, така и през зимата.
В близост до село Бързия се намира Клисурският манастир.

## Промишленост
В село Бързия се намира производствено-складовата база за бутилиране на минералната вода „Ком“. Намират се още 3 мебелни цеха.
В землището на Бързия са разположени основните съоръжения на Каскада „Петрохан“, включително трите ѝ изравнителя и трите водноелектрически централи - ВЕЦ „Петрохан“, ВЕЦ „Бързия“ и ВЕЦ „Клисура“.

## Редовни събития
Пазарен ден: четвъртък.
Събор: последната неделя от август.